# Áreas protegidas de la República Democrática del Congo

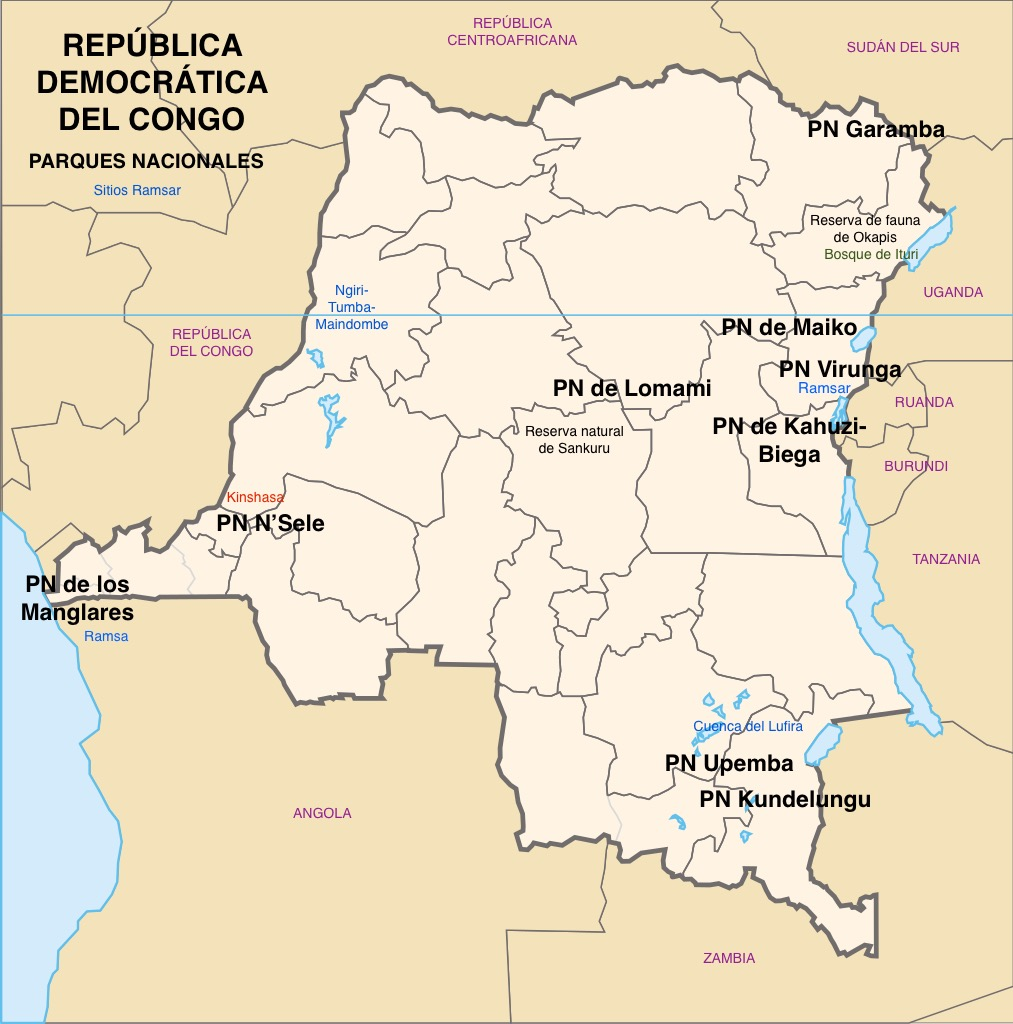
Parques nacionales de la República Democrática del Congo.

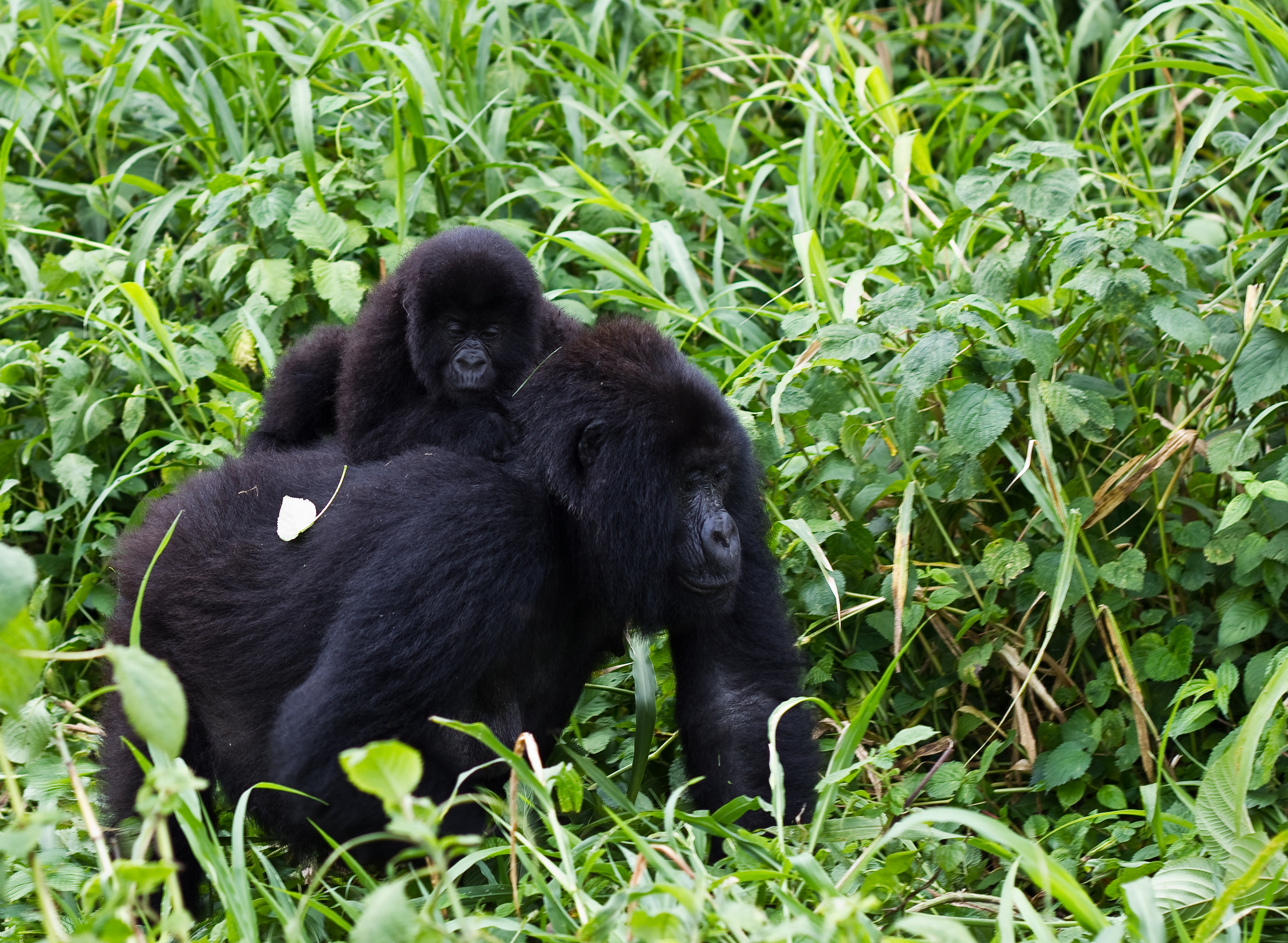
Gorlias de montaña en el Parque nacional Virunga

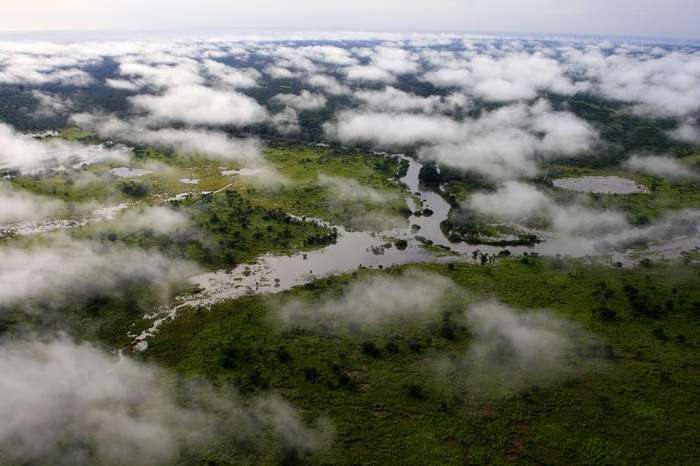
Parque nacional Garamba

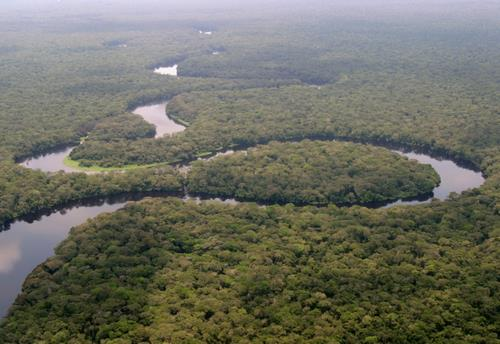
El río Lulilaka en el Parque nacional Salonga

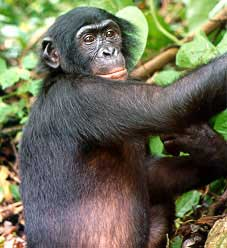
Bonobo, primate natural de la cuenca del río Congo.

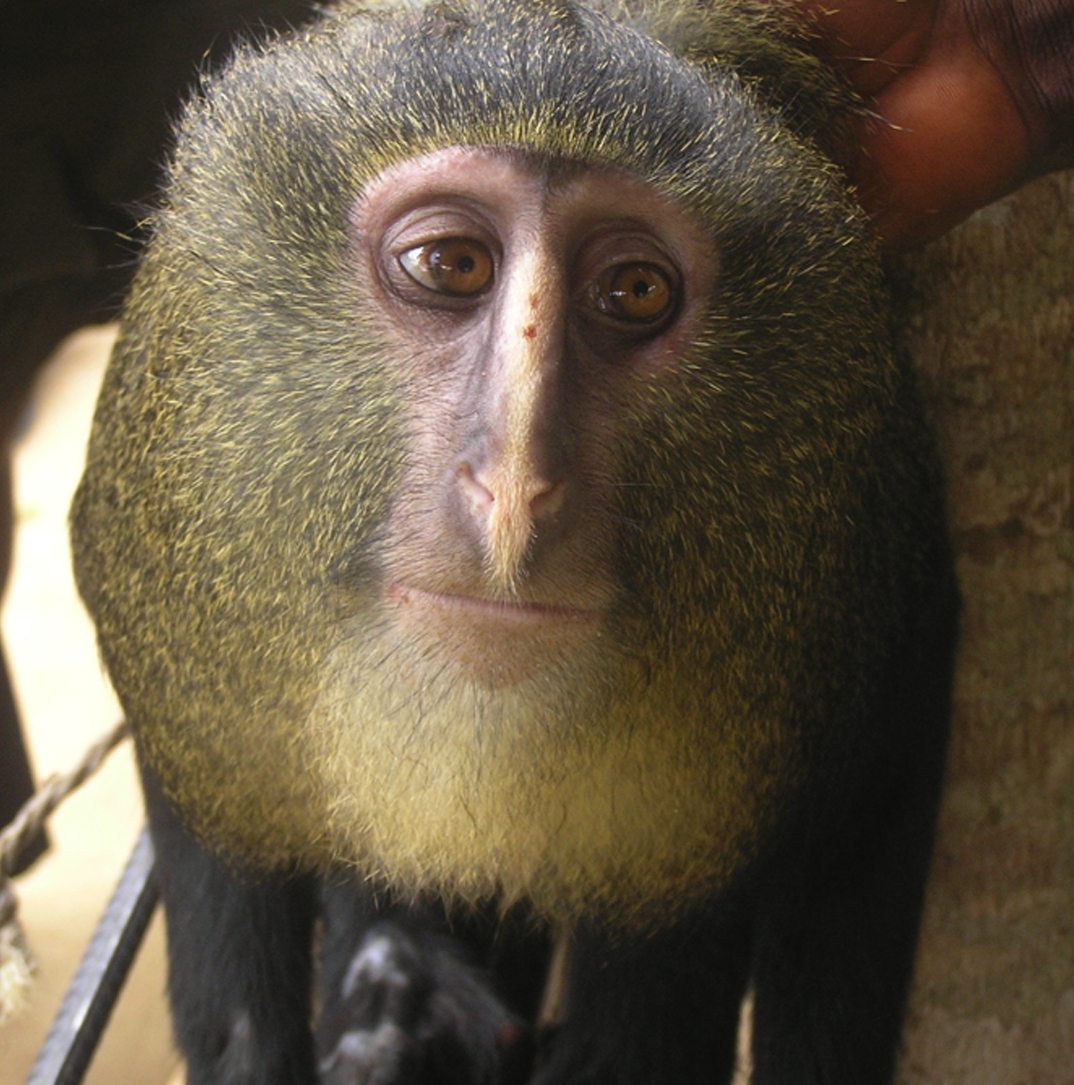
Mono lesula, descubierto en 2007 en el Parque nacional Salonga.

Según la IUCN, en 2024, en la RDC hay 60 áreas protegidas con una extensión de 348.147 km², cerca del 15 % del territorio, 2.329.738 km², y 67 km2 de superficie marina, el 0,5 % de los 13.299 km2 que pertenecen al país. Entre las áreas protegidas figuran 9 parques nacionales, 16 áreas de caza, 14 reservas naturales, 3 reservas de la biosfera, 1 reserva de caza integral, 2 reservas comunitarias, 1 reserva natural de primates y 1 reserva científica. Por último, hay 5 sitios patrimonio de la humanidad y 4 sitios Ramsar y 3 reservas de la biosfera de la Unesco que coinciden con las reservas antes mencionadas.
BirdLife International tiene catalogadas, en la RDC, 1107 especies de aves, de las que 232 son migratorias. De estas hay 16 especies endémicas y 44 globalmente amenazadas. En cuanto a las zonas de importancias por las aves y la biodiversidad, hay 19 IBAs (Important Bird & Biodiversity Areas) y 6 EBAs (Endemic Bird Areas).

## Parques nacionales
- Parque nacional Virunga, 7.800 km², patrimonio de la Humanidad

- Parque nacional Salonga, 36.000 km², patrimonio de la Humanidad y reserva integral de la naturaleza.

- Parque nacional marino de los Manglares, 768 km². Creado en 1992, sitio Ramsar desde 1996 con 660 km2,[3] está en la orilla norte de la desembocadura del río Congo, cerca de las localidades de Banana y Moanda, de ahí que a veces se considere parque marino. Destaca por las zonas costeras e insulares, cubiertas de manglares. Manatíes, hipopótamos, primates, cocodrilos, varanos, tortugas, serpientes, etc. Amenazado por los residuos petroleros de los grandes barcos que se estacionan en el mar y por las refinerías.[4]

- Parque nacional de Maiko, 10.885 km²

- Parque nacional Lomami, 8.879 km². Cuenca del río Lomami, en el centro este del país. Fue creado en 2016. Además de los bonobos, hay una raro primate conocido como lesula, descubierto en 2007.[5]

- Parque nacional de Kundelungu, 7.600 km²
- Parque nacional Kahuzi-Biega, 6.000 km², patrimonio de la Humanidad.[6]
- Parque nacional Garamba, 4.920 km², patrimonio de la Humanidad

- Parque nacional Upemba, 13.674 km². En el sudeste, provincia de Katanga. Una parte importante ocupa la depresión de Kamalondo o del Upemba, con los lagos Upemba y Kisale. Junto con el Parque nacional de Kundelungu es el único lugar del país donde se encuentra la cebra en su medio natural. la depresión del Upemba está en la lista de candidatos a patrimonio de la Humanidad por ser origen del reino de Luba y poseer numerosos restos arqueológicos.

## Reservas de la biosfera de la Unesco
- Reserva de la biosfera de Luki, 330 km². Al sudoeste, a 120 km al este de la costa, entre 150 y 500 m de altitud, en el Bajo Congo. Bosque tropical lluvioso primario con Prioria balsamifera, Gilletiodendron kisantuense o Terminalia superba, y secundario con Terminalia, sabana herbácea y arbolada, así como ecosistemas agroforestales y agrarios debidos a los más de 7.000 habitantes dentro de la reserva y a los 56.000 en los alrededores, aunque sin actualizar desde 2011.[7]

- Reserva de la biosfera de Yangambi, 2.350 km². En la Provincia Oriental, en la cuenca del río Congo, al oeste de la ciudad de Kisangani. Bosque secundario lluvioso semicaduco con Pycnanthus angolensis o calabó y Zanthoxylum gilletii, bosque húmedo con Gilbertiodendron dewevrei, bosque clímax con Brachystegia laurentii y bosque de ribera. La variedad vegetal es inmensa. Hay elefante de bosque, potamoquero rojo y cercopitecos, entre las especies amenazadas.[8][9]

- Reserva de la biosfera de Lufira, 147 km². En la provincia de Katanga, al sudeste de la RDC. La meseta centroafricana está dominada por el bosque de miombo, con ecosistemas en los que abundan Brachystegia laurentii y Isoberlinia. También hay praderas, tierras bajas inundables y zonas esteparias en las alturas de la meseta. La red de ríos es densa, con zonas pantanosas en las que crece el papiro. En 1998 vivían unas 15.000 personas en la reserva, por tanto, el número debe haberse multiplicado y está en peligro por la explotación forestal y las actividades pesqueras en el corazón de la reserva.[10] El valle del río Lufira está declarado de interés para las aves por BirdLife International.[11] En su interior se encuentra el lago Lufira o Tshangalele.

## Reservas naturales y forestales

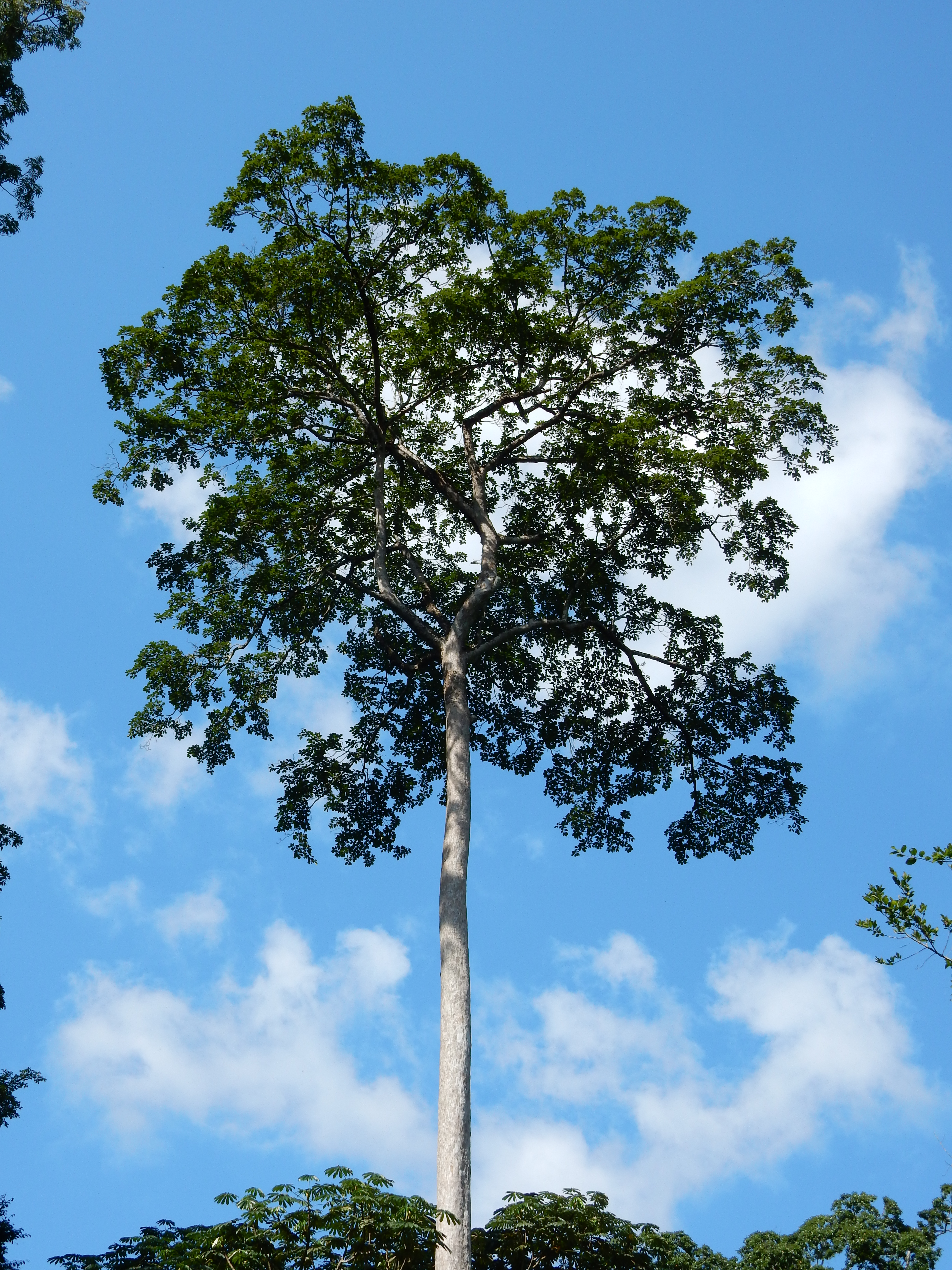
Terminalia superba en la Reserva de la biosfera de Luki, en la RDC.

- Reserva natural de N'Sele, 34,38 km². A 50 km al este de Kinshasa. En septiembre de 2018 se quemaron en el parque 1.050 kg de marfil ilegal y 1.197 kg de escamas de pangolín gigante como acto simbólico para luchar contra el tráfico de animales.[12] El parque está en el municipio de Maluku y hasta hace poco era parque presidencial, en las afueras de la capital.

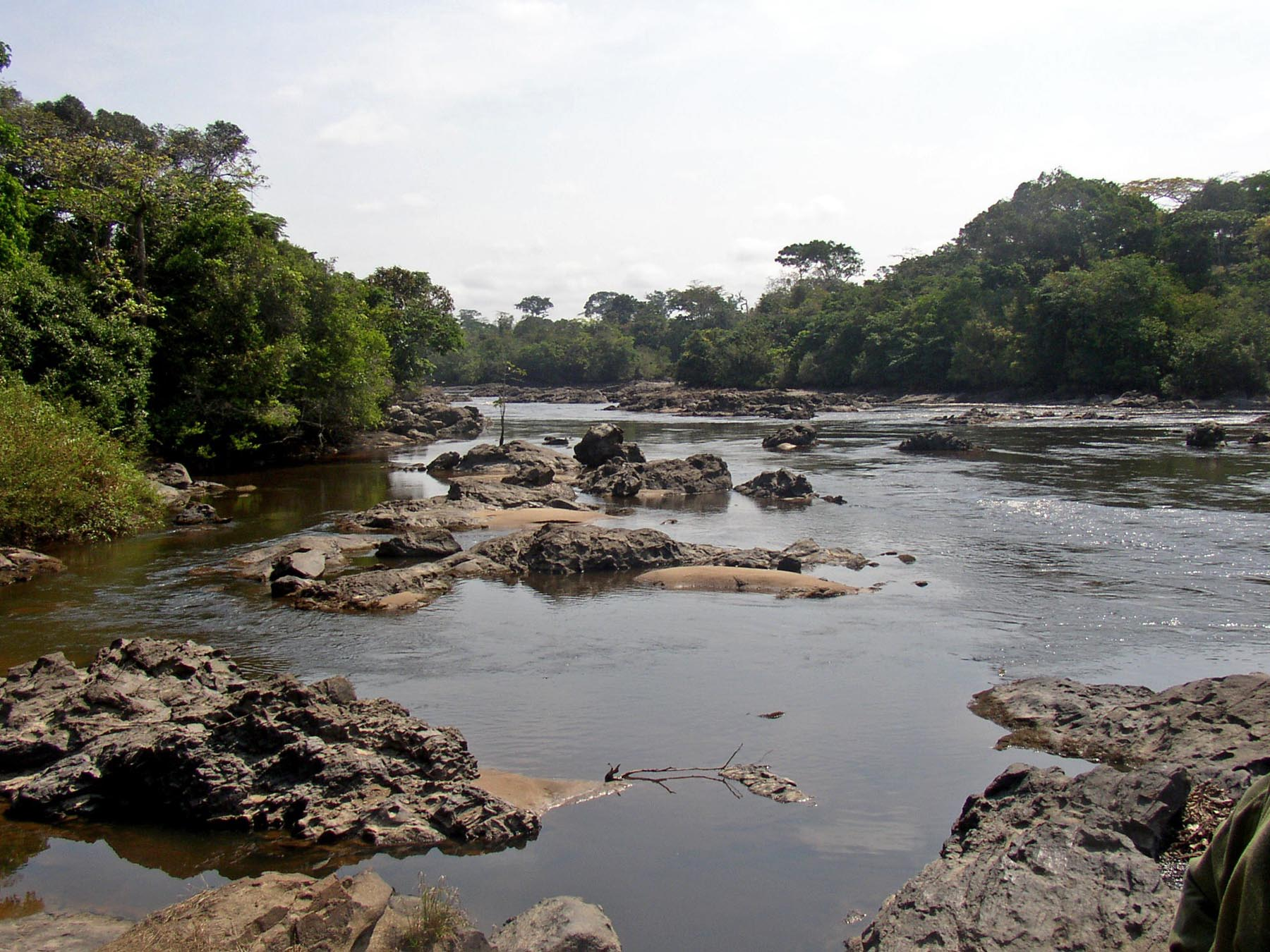
Río Epulu atravesando la Reserva de fauna de okapis.

- Reserva de fauna de okapis, 13.726 km². Es el quinto sitio Patrimonio de la Humanidad de la RDC, además de los parques nacionales. Tiene 14.000 km², se halla en el nordeste del país, ocupa una quinta parte del bosque de Ituri y está afectada por la violencia de las milicias Mai-Mai, por lo que se considera zona amenazada.[13]

- Reserva de primates de Kisimba-Ikobo o Reserva natural de Kisimba-Ikobo, unos 1.300 km², 0°00′-0°30″N,28°30′-30°00″E. En el centro de Kivu Norte, al este del país, al sur de la Reserva de gorilas de Tayna, a 150 km de Goma. Hay gorilas, chimpancés, antílopes, okapis, elefantes, búfalos y muchas especies de monos, como el colobo.[14]

- Reserva de gorilas de Tayna,[15] 700 km², 0°23′35″S,28°50′56″E. Bosque primario en Kivu Norte, al este del país. En 2003, había unos 450 gorilas. En 2009, recibió financiación de la Walt Disney Company.[16] Contiene parte del bosque de Usala, que se haya entre la reserva y el Parque nacional de Maiko, al oeste.[17] El bosque de Usala está propuesto como reserva natural.[18]

- Reserva de la comunidad de bonobos de Iyondji (Iyondji Community Bonobo Reserve), unos 1.100 km², reconocida en 2012. Al sudeste de la Reserva científica de Luo, al sur del río Maringa, en el ecosistema forestal Maringa-Lopori-Wamba (MLW Landscape), en el centro-norte del país, provincia de Alto Uele, una de las zonas menos desarrolladas de la RDC.[19] También protege a otras especies como el elefante africano de bosque y al pavo real del Congo.[20]

- Reserva científica de Luo, 225 km², 0°08′N 22°34′E. Territorio de Ikela, provincia de Tshuapa, habitada por el pueblo bantú de los ngando o bongando. Los bonobos fueron descubiertos aquí, cerca de la localidad de Wamba, en 1973, por el antropólogo japonés Takayoshi Kano. La reserva fue establecida en 1990.[21]

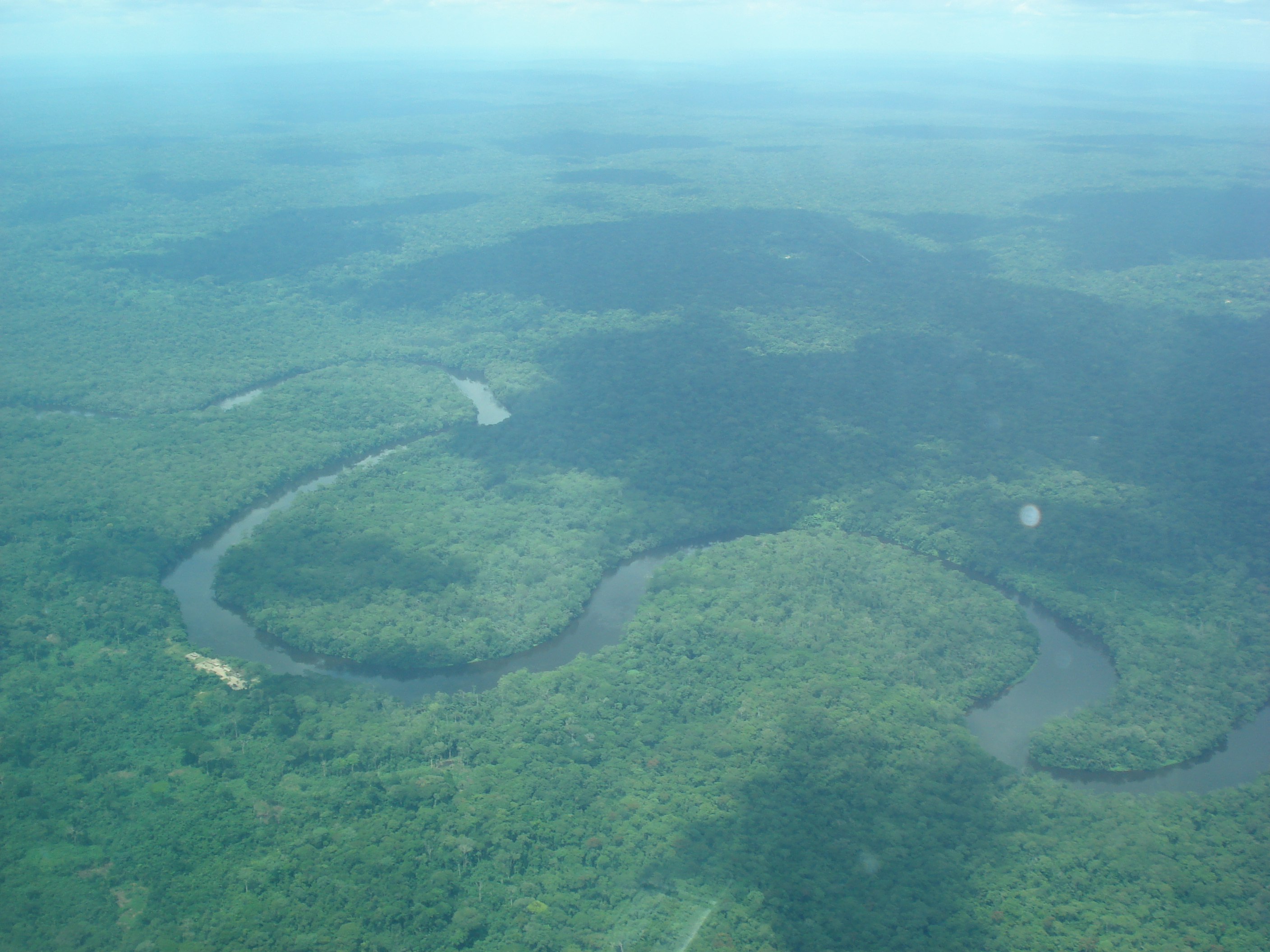
El río Lukenye, subafluente del Congo, a través del bosque en la provincia de Cuvette Centrale, en la Reserva natural de Sankuru.

- Reserva natural de Sankuru, 30.570 km², 2°37′S, 24°11′E. Al norte de Kasai Oriental, en los territorios de Lomela y Kataro-Kombe, en el centro de la RDC, en las cabeceras de los ríos Tshuapa, Sankuru y Lukenye. Cuenta con una gran biodiversidad, entre esta, okapis y elefantes africanos de bosque, aunque su mayor objetivo es la protección de los bonobos, pues es la mayor reserva del mundo que alberga grandes simios. Es además, el primer partícipe del proyecto REDD+ (Reduced Emissions from Deforestation and Degradation).[22][23]

- Reserva natural de Lomako Yokokala, 3.625 km², 0°56′00″N,21°20′00″E. Centro norte del país, entre las provincias de Mongala y Tshuapa, entre los ríos Yekokora y Lomako. Fue creada en 2006 para proteger el ecosistema del bonobo. En el mismo bosque, elefante africano de bosque, pavo real del Congo y antílope bongo, entre otros.[24][25]

- Reserva natural de Itombwe, unos 6.000 km².[26] Es el mayor y más remoto bosque montano intacto de la RDC. En el valle del Rift al oeste del lago Alberto, al este del país, en la frontera con Uganda y al sur del Parque nacional Kahuzi-Biega. La reserva se crea en 2006 y es la reserva más importante para el gorila oriental de planicie o de Grauer.[27]

- Reserva natural de Tumba Lediima, 7.410 km², entre las provincias de Equateur y Bandundu, al este del río Congo, cerca de la frontera con la República del Congo, al sur de la reserva del triángulo de Ngiri. Hay una importante población de bonobos en la selva tropical, pero la creación de la reserva ha creado problemas con las cien mil personas que viven en la zona, entre ellos los pigmeos twa.[28] Incluye el lago Tumba, de 765 km², conectado con el río Congo por un canal. Se encuentra dentro del sitio Ramsar Ngiri-Tumba-Maindombe y también de un proyecto de gran reserva binacional entre los lagos Télé y Tumba, que tendría 126.440 km² de bosques de inundación, humedales, pantanos, sabana y mosaico de bosque y sabana, y que en la RDC comprendería la Reserva del triángulo de Ngiri, la Reserva natural de Tumba Lediima y la Reserva científica de Mabali. En esta zona se encuentran bonobos, chimpancés y colobos entre los primates, y elefantes de bosque, búfalos de bosque, leopardos, cocodrilos, hipopótamos, etc.[29]

- Reserva del triángulo de Ngiri, o Reserva de Ngiri, unos 1.000 km², en la confluencia de los ríos Ubangui y Congo, al sur de Equateur, al norte de Mbandaka. Según la ICCN, 5.500 km².[30] Engloba los bosques de los territorios de Bomongo, Makanza y Bikoro. Creada en 2011 con la colaboración de WWF.[31] Varias corrientes que fluyen hacia el sur, la más importante el río Ngiri hasta su desembocadura en el Ubangui, en un entorno de sabana, bosque y bosques de inundación. Lluvia abundante, unos 1.770 mm, sobre todo entre agosto y octubre, árboles del tipo Entandrophragma palustre, Coelocaryon botryoides, Uapaca heudelotii, Guibourtia demeusei y Oubanguia africana. Abundancia de aves, entre ellas garza imperial, cormorán africano y pato aguja africano. Elefante africano de bosque, mono de Allen. Forma parte del sitio Ramsar Ngiri-Tumba-Maindombe, el más grande del mundo, 65.696 km² de bosque tropical.[32]

- Reserva forestal de Abumonbazi, 5.726 km², 3°42'0"N 22°10'0"E.[33] En el noroeste, cerca de Mobaye, en la República Centroafricana. Escasa información. La presencia de okapis era importante en 1987.[34]

## Sitios Ramsar
- Cuenca del río Lufira, 44.709 km², 09°21′S 26°55′E. Sitio designado en octubre de 2017. Al sudeste del país, está formado por diversos ríos y sus llanuras de inundación, con el río Lufira como cuenca principal. Entre las especies endémicas hay 16 especies de aves, 15 de reptiles, incluyendo la tortuga Pelusios upembae, varias serpientes acuáticas y al menos dos anfibios, Pachydactylus katanganus y la rana Afrixalus upembae. Además, hay mamíferos como la cebra de Grant, el kudu y antílopes sable y ruano.[35]

- Parque nacional marino de los Manglares, 768 km², 05°45′S 12°45′E. Este parque marino, el único del país y a la vez el parque nacional más pequeño, es una reserva natural integral en la orilla norte de la desembocadura del río Congo en la que viven numerosos manatíes, en la provincia de Congo Central, cerca de Moanda.[36] El paisaje consiste en un bosque denso en el que se encuentra roble africano (Oldfieldia africana) con numerosas trepadoras y palmeras en la zona más cercana al agua. Hay humedales, sabana arbolada, sabana herbácea, pantanos y manglares, que son diferentes a los asiáticos. Reserva de peces y crustáceos para la pesca. Hay nueve especies de mamíferos amenazados, incluyendo el manatí; seis especies de aves, y ocho especies de reptiles, entre ellas, tortugas marinas y el peligro de la destrucción de su hábitat.[37] También hay hipopótamos, cocodrilos y serpientes.[38]

- Ngiri-Tumba-Maindombe, 65.696 km², 00°39′N 18°01′E. Área transfronteriza en torno al lago Tumba y el adyacente lago Télé en la República del Congo. Es una de las mayores reservas de agua dulce del mundo. En el corazón de la cuenca del río Congo, contiene varios ríos y nueve lagos, además de una importante reserva de carbón. Es el hogar del endémico bonobo y otros primates. También es el hábitat natural del elefante de bosque y hay leopardos y búfalos. La Reserva del triángulo de Ngiri es además área de importancia para las aves (Important Bird and Biodiversity Area, IBA). Se encuentra a caballo de cuatro provincias de la RDC, Equateur, Mai-Ndombe, Ubangi del Sur y Mongala.[39][40]

- Parque nacional Virunga, 8.000 km², 01°15′S 29°30′E. Patrimonio de la Humanidad. Situado en el valle del Rift, posee bosques tropicales y diversidad de mamíferos salvajes. Es importante por las aves migratorias y por los gorilas de montaña. Posee varios volcanes de reciente actividad y dos grandes lagos, en cuyas orillas se han descubierto restos arqueológicos.